# شهبازها (سرده)
شهبازها (نام علمی: Astur) سرده‌ای است شامل شهبازها، بازها و بازگنجشک‌ها از تیرهٔ بازان (Accipitridae). این گونه‌ها در گذشته در سردهٔ بازها (Accipiter) قرار می‌گرفتند.

## آرایه‌شناسی
سردهٔ آستور در سال ۱۷۹۹ توسط طبیعت‌شناس فرانسوی برنارد ژرمن دو لاسه‌پد معرفی شد. این گونه سپس توسط جانورشناس ایرلندی نیکلاس ویگورس به نام Falco palumbarius Linnaeus، ۱۷۵۸ تعیین شد، که اکنون به عنوان مترادف کوچک Falco gentilis Linnaeus، ۱۷۵۸، شهباز اوراسیایی در نظر گرفته می‌شود. این نام از واژهٔ لاتین astur, asturis به معنای «باز» است.
گونه‌هایی که اکنون در این سرده قرار می‌گیرند در گذشته به سردهٔ بازها (Accipiter) اختصاص داده شده بودند. مطالعات تبارزایی مولکولی نشان داد که Accipiter چندتبار است و در بازآرایی بعدی برای ایجاد سرده‌های تک‌تبار، سردهٔ Astur در سال ۲۰۲۴ بازیابی شد و شامل ۹ گونه بود که در گذشته در سردهٔ Accipiter قرار داده شده بودند.
این سرده اکنون دارای نه گونه است.